# K-pop-együttesek listája (2010-es évek)
Ez a lista a 2010-es években debütált K-pop-együtteseket sorolja fel. 

## 2010

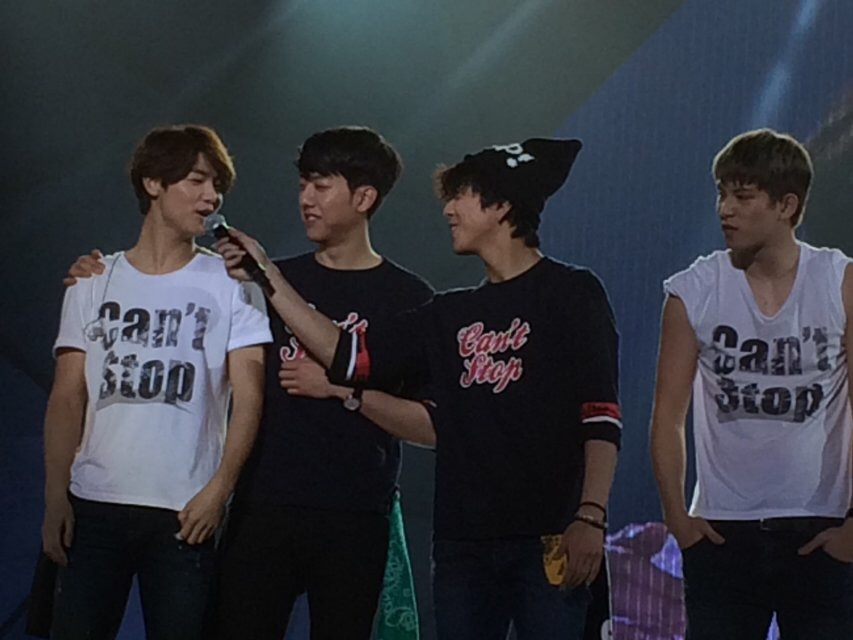
CN Blue

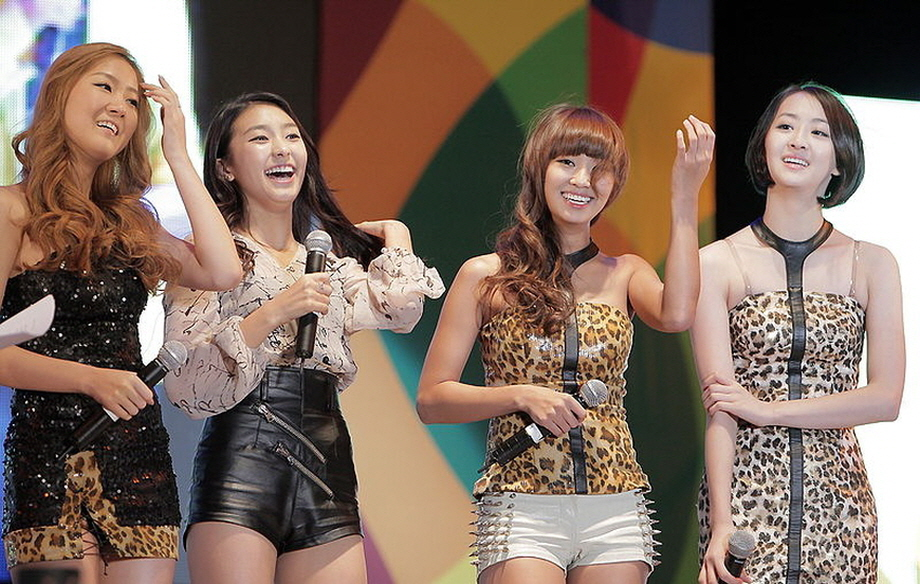
Sistar

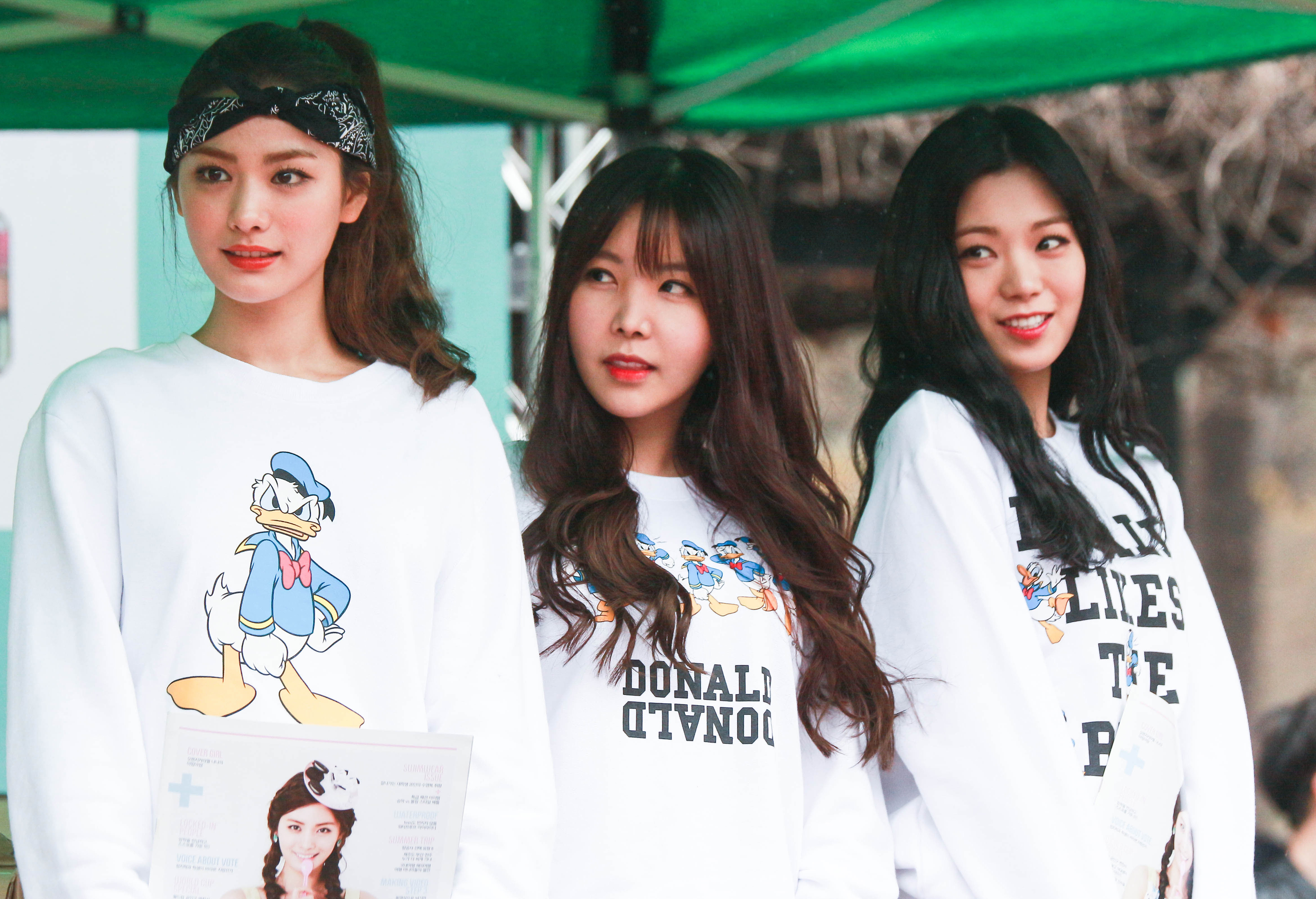
Orange Caramel

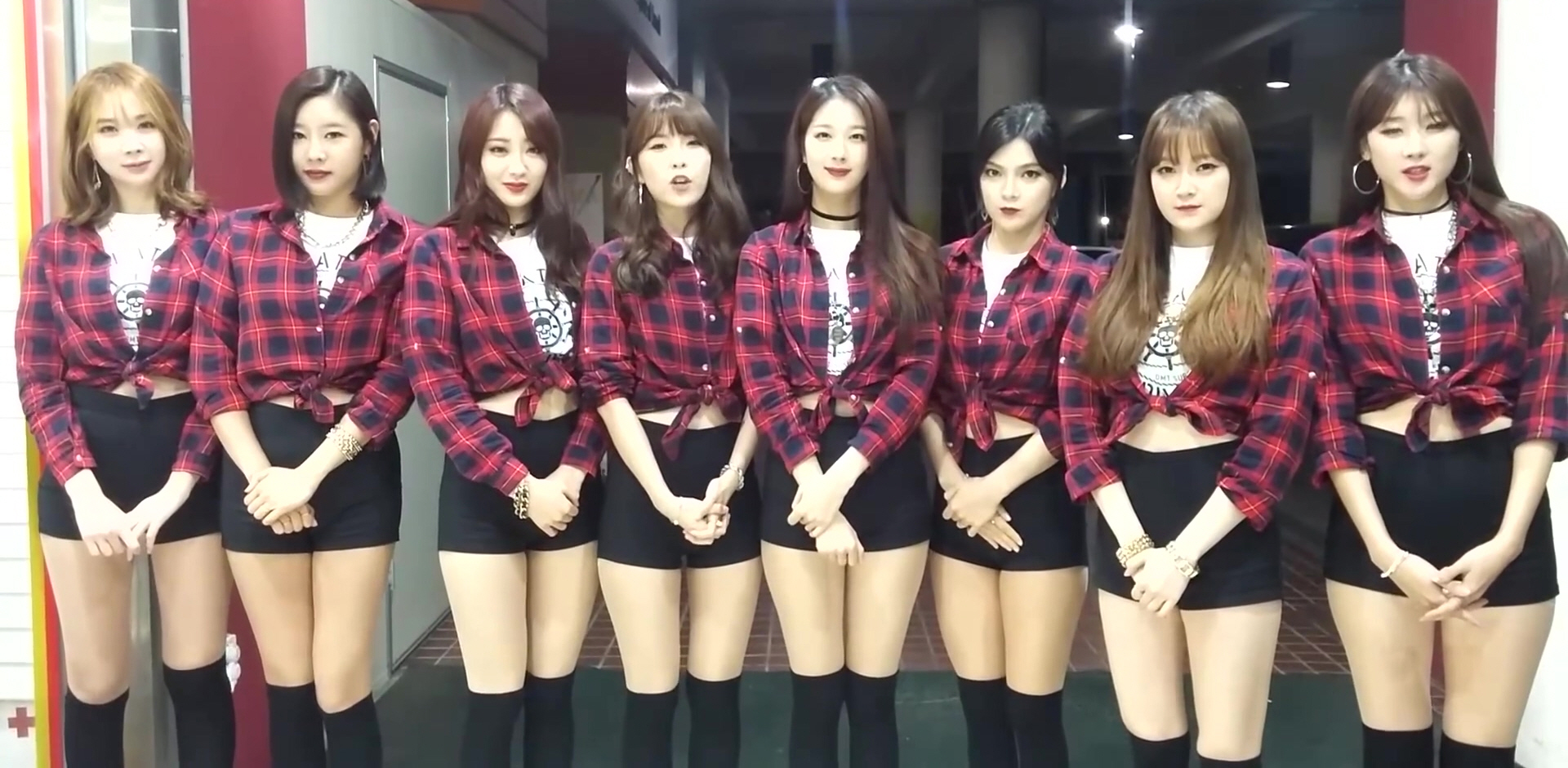
Nine Muses

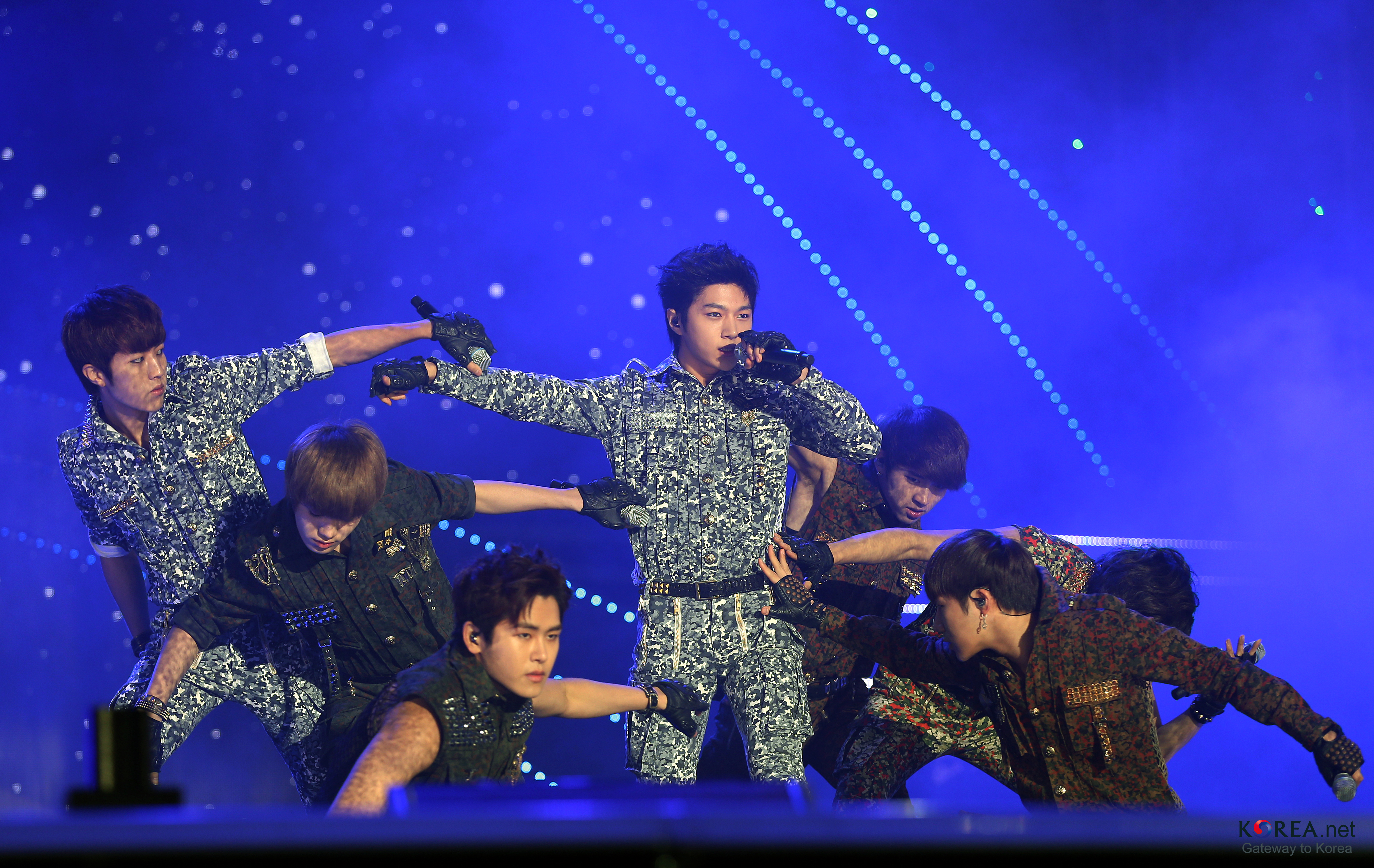
Infinite

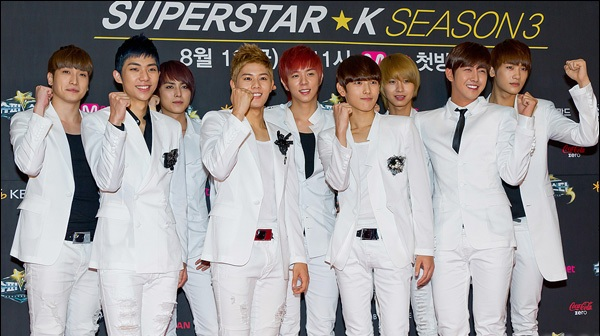
ZE:A

| Név              | Név                                  | Nem    | Ügynökség-kiadó                        | Feloszlott |
| Hivatalos átírt  | Hangul (magyaros)                    | Nem    | Ügynökség-kiadó                        | Feloszlott |
| ---------------- | ------------------------------------ | ------ | -------------------------------------- | ---------- |
| Bebe Mignon      | 베베 미뇽 (Pebe Minjong)             | nő     | Happy Face Entertainment               | 2012       |
| CN Blue          | 씨엔블루 (Sszienbullu)               | férfi  | FNC Music                              | —          |
| Girl2School      | 걸2스쿨 (Kol2Szukhul)                | nő     | Tip Top Entertainment                  | —          |
| Vanilla Lucy     | 바닐라루시 (Panilla Ruszi)           | nő     | HM Entertainment                       | —          |
| Girl Story       | 걸스토리 (Kol szuthori)              | nő     | Ants Star Company                      | —          |
| GP Basic         | 지피 베이직 (Csiphi peidzsik)        | nő     | JN Entertainment                       | 2015       |
| Orange Caramel   | 오렌지 카라멜 (Orendzsi kharamel)    | nő     | Pledis Entertainment                   | —          |
| TOUCH            | 터치 (Thacshi)                       | férfi  | YYJ Entertainment                      | —          |
| VNT              | 브이엔티 (Puienthi)                  | nő     | Media Line                             | 2011       |
| One Way          | 원웨이 (Vonvei)                      | férfi  | Yejeon Media                           | —          |
| F1rst            | 퍼스트 (Phoszuthu)                   | vegyes | K-Yen Media                            | —          |
| Co-Ed School     | 남녀공학 (Namnjo konghak)            | vegyes | Core Contents Media                    | 2010       |
| DMTN (Dalmatian) | 달마시안 (Talmasian)                 | férfi  | Two Walks Entertainment (2012–present) | —          |
| DMTN (Dalmatian) | 달마시안 (Talmasian)                 | férfi  | IS Entermedia Group (2010–2012)        | —          |
| Nine Muses       | 나인뮤지스 (Nain mjudzsiszu)         | nő     | Star Empire Entertainment              | —          |
| miss A           | 미쓰에이 (Misszu ei)                 | nő     | JYP Entertainment (AQ Entertainment)   | —          |
| Girl's Day       | 걸스데이 (Kolszu tei)                | nő     | Dream Tea Entertainment                | —          |
| Ledt             | 레드애플 (Ledu ephul)                | férfi  | Starkim Entertainment                  | 2016       |
| Teen Top         | 틴탑 (Thinthap)                      | férfi  | T.O.P Media                            | —          |
| INFINITE         | 인피니트 (Inphinithu)                | férfi  | Woollim Entertainment                  | —          |
| SISTAR           | 씨스타 (Ssiszutha)                   | nő     | Starship Entertainment                 | 2017       |
| F.Cuz            | 포커즈 (Phokhodzsu)                  | férfi  | CAN Entertainment                      | —          |
| ZE:A             | 제국의아이들 (Cseguki aidul)         | férfi  | Star Empire Entertainment              | —          |
| The Boss (DGNA)  | 대국남아 (Teguknami)                 | férfi  | Open World Entertainment               | —          |
| Electro Boyz     | 일렉트로 보이즈 (Illekthuro poidzsu) | férfi  | Brave Entertainment                    | —          |
| ABLE             | 에이블 (Eibul)                       | férfi  | N/A                                    | —          |
| Soul Harmony     | 소울 하모니 (Szoul hamoni)           | vegyes | N/A                                    | —          |
| Homme            | 옴므 (Homu)                          | férfi  | Big Hit Entertainment                  | —          |
| S.M. The Ballad  | —                                    | férfi  | S.M. Entertainment                     | —          |
| Honeydew         | 허니듀 (Hanidju)                     | nő     | Top Class Entertainment                | —          |
| T-Blue           | 티블루 (Thibullu)                    | férfi  | True M Entertainment                   | —          |
| JYJ              |                                      | férfi  | C-JeS Entertainment                    | —          |
| GD & TOP         |                                      | férfi  | YG Entertainment                       | —          |
| 10cm             | 십센치 (Sipszencshi)                 | férfi  | Nega Network                           | —          |

## 2011
| Név             | Név                               | Tagok száma | Vezér         | Nem    | Ügynökség-kiadó                                               | Rajongói klub | Rajongói klub     | Feloszlott | Megjegyzés |
| Hivatalos átírt | Hangul (magyaros)                 | Tagok száma | Vezér         | Nem    | Ügynökség-kiadó                                               | Név           | Szín              | Feloszlott | Megjegyzés |
| --------------- | --------------------------------- | ----------- | ------------- | ------ | ------------------------------------------------------------- | ------------- | ----------------- | ---------- | --- |
| Dal Shabet      | 달샤벳 (Talszjabet)               | 4           | Serri         | nő     | Happy Face Entertainment                                      | Darling       | N/A               | —          | 2012-ben Viki kilépett, helyére Woohee került. 2015 decemberében Gaeun és Jiyul is kiléptek.                                                                                    |
| Piggy Dolls     | 피기돌스 (Phigidolszu)            | 3           | Min Sun       | nő     | Winning InSight Entertainment                                 | N/A           | N/A               | —          | Arról nevezetesek, hogy az átlag lányegyütteseknél nehezebb súlyúak. |
| KINO            |                                   | 5           | —             | férfi  | N/A                                                           | N/A           | N/A               | —          | Japánban debütáltak. |
| Coin Jackson    | 코인 잭슨 (Khoin Dzsekszun)       | 6           | Mari          | nő     | PPP Entertainment                                             | N/A           | N/A               | 2011       | A cappella hiphop együttes. |
| BBAN            | 비비안 (Pibian)                   | 3           | Han Ok        | nő     | Victory J Entertainment                                       | N/A           | N/A               | —          | |
| LA.G            | 라지 (Ladzsi)                     | 5           | —             | nő     | InterVidi Entertainment                                       | N/A           | N/A               | —          | Klasszikus zenét is játszó együttes. |
| HARASORA        | 하라소라 (Haraszora)              | 2           | —             | nő     | Covas Media                                                   | N/A           | N/A               | —          | |
| Bella           | 벨라 (Pella)                      | 3           | Lucy          | nő     | Apple Entertainment                                           | N/A           | N/A               | —          | |
| Handsome People |                                   | 3           | —             | férfi  | Fluxus Music                                                  | N/A           | N/A               | —          | |
| Geeks           | 긱스 (Kikszu)                     | 2           | —             | férfi  | WA Entertainment (2012–) Grand Line Entertainment (2011–2012) | N/A           | N/A               | —          | |
| CHI CHI         | 치치 (Cshicshi)                   | 5           | Sui           | nő     | Yedang Entertainment                                          | Shy Girl      | N/A               | 2013       | |
| INY             | 아이니 (Aini)                     | 3           | —             | nő     | N/A                                                           | N/A           | N/A               | —          | |
| Leader'S        | 리더스 (Lidoszu)                  | 24          | Cindy         | nő     | TGN Entertainment                                             | N/A           | N/A               | —          | |
| Busker Busker   | 버스커 버스커 (Poszukho Poszukho) | 3           | —             | férfi  | CJ E&M                                                        | N/A           | N/A               | 2013       | A Superstar K3 tehetségkutató második helyezettje. |
| Clover          | 클로버 (Khollobo)                 | 3           | Tyfoon        | vegyes | GYM Entertainment                                             | N/A           | N/A               | —          | |
| RaNia           | 라니아 (Lania)                    | 6           | Alex          | nő     | DR Music                                                      | A1st          | N/A               | —          | Eredetileg thai és kínai tagokkal is rendelkezett. Teddy Riley hozta létre őket. Több tagcsere is történt.                                                                      |
| Brave Girls     | 브레이브 걸스 (Pureibu kolszu)    | 7           | Eun Young     | nő     | Brave Entertainment                                           | Fearless      | N/A               | —          | Producere Brave Brothers. 2013-ban Eunyoung, SeoA, és Yejin kiléptek. Helyükre 2016 elején öt új tag került.                                                                    |
| Block B         | 블락비 (Pullakpi)                 | 7           | Zico          | férfi  | Stardom Entertainment                                         | BBC           | Khaki             | —          | |
| X-5             | 엑스파이브 (Ekszuphaibu)          | 5           | Ghun          | férfi  | Open World Entertainment (2011-2012)                          | N/A           | N/A               | 2012       | Ghun és Haewon korábban a 3 Chongsa nevű trotegyüttesben énekeltek. Zin és Sulhu korábban a XING tagjai voltak. 2012-ben megváltak a kiajuktól az igazgató letartóztatása után. |
| Apink           | 에이핑크 (Eiphingkhu)             | 6           | Pak Cshorong  | nő     | Plan A Entertainment                                          | Pink Panda    | Pink              | —          | 2013-ban Yookyung kilépett az együttesből. |
| B1A4            | 비원에이포 (Pivoneipho)           | 5           | Jinyoung      | férfi  | WM Entertainment                                              | BANA          | Pastel Apple Lime | —          | |
| SpinEL          | 스피넬 (Szuphinel)                | 2           | Spin          | nő     | JOIN.S Entertainment                                          | N/A           | N/A               | —          | |
| A-Peace         | 에이피스 (Eiphiszu)               | 21          | Dongho        | férfi  | Golden Goose Entertainment                                    | N/A           | N/A               | —          | |
| EI YO           | 에이요 (Eijo)                     | 3           | —             | nő     | HWIAD Entertainment                                           | N/A           | N/A               | 2011       | |
| Blady           | 블레이디 (Pulleidi)               | 5           | Da Rae        | nő     | SY6 Entertainment                                             | Hi Ade        | N/A               | —          | |
| Swincle         | 스윙클 (Szuvingkhol)              | 5           | Jisoo         | nő     | Kant Entertainment                                            | N/A           | N/A               | 2011       | Jisoo eredetileg a Rainbow tagja lett volna. |
| Swan.B          | 스완비 (Szuvonbi)                 | 4           | —             | nő     | Star Sonic Entertainment                                      | N/A           | N/A               | —          | |
| Boyfriend       | 보이프렌드 (Poiphurendu)          | 6           | Donghyun      | férfi  | Starship Entertainment                                        | Best Friend   | N/A               | —          | |
| BGH to          | 비지에이치투 (Pidzsieicshthu)     | 3           | —             | nő     | B-Town Company                                                | N/A           | N/A               | —          | |
| N-Train         | 엔트레인 (Enthurein)              | 5           | Jungkyun      | férfi  | MediaLine Entertainment                                       | ETERNEL       | N/A               | 2013       | |
| Carcaro Girl    | 카카오걸 (Khakhaogol)             | 6           | —             | nő     | N/A                                                           | N/A           | N/A               | —          | |
| Eye To Eye      | 아이투아이 (Aithuai)              | 3           | —             | nő     | N/A                                                           | N/A           | N/A               | —          | |
| Ocean Girls     |                                   | 5           | Park Han Byul | nő     | Vivaldi Park                                                  | N/A           | N/A               | —          | Az Ocean Parks reklámozásához létrehozott együttes. |
| Wind Hold Venus | 와인홀비너스 (Vainholbinoszu)     | 4           | —             | nő     | Plus 9 Entertainment                                          | N/A           | N/A               | —          | |
| Black Eye       | 블랙아이 (Pullegai)               | 2           | —             | nő     | YnS Entertainment                                             | N/A           | N/A               | —          | |
| HITT            | 히트 (Hithu)                      | 4           | —             | férfi  | Sony Music                                                    | N/A           | N/A               | 2012       | |
| B.o.M           |                                   | 4           | —             | férfi  | Y2Y Contents Company                                          | N/A           | N/A               | 2013       | |
| TWI-Light       | 트와일라잇 (Thuvaillait)          | 7           | Siwan         | férfi  | Yeil Entertainment                                            | N/A           | N/A               | —          | |
| Elizabeth       | 엘리자베스 (Ellidzsabeszu)        | 2           | S-Cat         | nő     | South Park Pictures                                           | N/A           | N/A               | —          | |
| Super 8 Bit     | 슈퍼에이트빗 (Szjuphoeithubit)    | 3           | —             | nő     | Evans Music                                                   | N/A           | N/A               | —          | |
| Chocolat        | 쇼콜라 (Szjokholla)               | 4           | Min Soa       | nő     | Paramount Music                                               | Chocolatier   | N/A               | 2013       | |
| Swing Girls     | 스윙걸즈 (Szuvinggoldzsu)         | 5           | Seon In       | nő     |                                                               | N/A           | N/A               | —          | |
| Stellar         | 스텔라 (Szuthella)                | 4           | Gayoung       | nő     | Top Class Entertainment                                       | Twinkle       | N/A               | —          | A Shinhwa tagja, Eric Mun a producerük. |
| BB.Boys         | 비비보이즈 (Pibiboidzsu)          | 3           | Taehee        | férfi  | CJ E&M                                                        | N/A           | N/A               | —          | |
| Sweet Revenge   | 스윗 리벤지 (Szuvit ribendzsi)    | 4           | Soyoung       | nő     |                                                               | N/A           | N/A               | —          | |
| S.L.I.M         |                                   | 4           | —             | férfi  | Soliens Entertainment                                         | N/A           | N/A               | —          | |
| April Kiss      | 에이프릴키스 (Eiphurilkhiszu)     | 6           | Soomin        | nő     | Andy Bros                                                     | N/A           | N/A               | —          | |
| N:SONIC         | 엔소닉 (Enszonik)                 | 7           | J.Heart       | férfi  | LOEN Entertainment                                            | Supersonic    | N/A               |            | 2016-ban pert indítottak kiadójuk ellen. |
| M.Peror         | 엠퍼러 (Emphoro)                  | 6           | Kangon        | férfi  | Fly Music Entertainment                                       | Kingdom       | N/A               | —          | |
| C-REAL          | 씨리얼 (Ssziriol)                 | 5           | Chemi         | nő     | NAP Entertainment                                             | C-REALing     | N/A               | —          | 2013-ban Lenny és ReDee kiléptek, a csapat azóta szünetel. |
| M.I.B           | 엠아이비 (Emaibi)                 | 4           | 5Zic          | férfi  | Jungle Entertainment                                          | Busterz       | N/A               | —          | |
| BoyZ            | 보이즈 (Poidzsu)                  | 5           | —             | férfi  | VIP Entertainment                                             | N/A           | N/A               | —          | Nevük VIP lett volna eredetileg. |
| MYNAME          | 마이네임 (Maineim)                | 5           | Gunwoo        | férfi  | H2 Media                                                      | MYgirl        | N/A               | —          | |
| WE              | 위 (Vi)                           | 4           | Macho         | vegyes | CJ E&M Music                                                  | N/A           | N/A               | —          | |
| Clinah          | 클리나 (Khullina)                 | 4           | Han Yuna      | nő     | Dino Entertainment                                            | N/A           | N/A               | —          | |
| AA              | 더블에이 (Toburei)                | 2           | Woosang       | férfi  | Wellmade STAR M                                               | W             | N/A               | —          | |
| Woman Power     | 우먼파워 (Umonphauvo)             | 3           | Suki          | nő     | Nextar Entertainment                                          | N/A           | N/A               | —          | |
| AXIZ            | 엑시즈 (Ekszidzsu)                | 5           | Junhyung      | vegyes | Universal Music                                               | N/A           | N/A               | —          | |
| New.F.O         | 뉴에프오 (Njuephuo)               | 5           | JN            | nő     | EnterArts Global                                              | N/A           | N/A               | —          | |
| M Signal        |                                   | 2           | —             | férfi  | FNC Music                                                     | N/A           | N/A               | —          | |
| ESQ             |                                   | 5           |               | férfi  | Avance Entertainment                                          |               | —                 | —          | — |

## 2012
| Név                 | Név                                         | Tagok száma | Vezér                     | Nem    | Ügynökség-kiadó                               | Rajongói klub | Rajongói klub      | Feloszlott | Megjegyzés |
| Hivatalos átírt     | Hangul (magyaros)                           | Tagok száma | Vezér                     | Nem    | Ügynökség-kiadó                               | Név           | Szín               | Feloszlott | Megjegyzés |
| ------------------- | ------------------------------------------- | ----------- | ------------------------- | ------ | --------------------------------------------- | ------------- | ------------------ | ---------- | --- |
| F.I.X               | 픽스 (Phikszu)                              | 4           |                           | férfi  | The Groove Entertainment                      | N/A           | N/A                | —          | |
| ChAOS               | 카오스 (Khaoszu)                            | 5           | Pak Thejang               | férfi  | Winning InSight Entertainment                 | ChaoNyx       | N/A                | —          | |
| Spica               | 스피카 (Szuphikha)                          | 5           | Kim Boa                   | nő     | B2M Entertainment                             | Mercury       | N/A                | —          | |
| Lay.T               | 레이티 (Leithi)                             | 5           | Nara                      | nő     | Baeksang Entertainment                        | N/A           | N/A                | —          | |
| B.A.P               | 비에이피                                    | 6           | Pang Jongguk              | férfi  | TS Entertainment                              | BABY          | tavaszi zöld       | —          | 2014 végén pert indítottak kiadójuk ellen. 2015 vége óta újra aktívak. A szerződéseik 2019-ben lejártak.                                      |
| Six Bomb            | 식스밤 (Szikszubamb)                        | 6           | Hyejin                    | nő     | Jang Entertainment                            | N/A           | N/A                | 2013       | |
| Ok! Punk            |                                             | 6           |                           | nő     |                                               | N/A           | N/A                | —          | |
| EXID                | 이엑스아이디 (Iekszuaidi)                   | 5           | Solji                     | nő     | BANANA culture                                | L.E.G.O       | N/A                | —          | Producerük Shinsadong Tiger. Debütálás után pár hónappal Yuji, Dami, és Haeryung kiléptek, helyükre Solji és Hyerim került.                   |
| 2BiC                | 투빅 (Thubik)                               | 2           | —                         | férfi  | Nextar Entertainment                          | N/A           | N/A                | —          | |
| Nu’est              | 뉴이스트 (Nuiszuthu)                        | 5           | JR                        | férfi  | Pledis Entertainment                          | L.O.Λ.E       | neonrózsaszín      | —          | |
| BTswing             | 비티스윙 (Pithiszuving)                     | 2           | Xing Na                   | nő     | 101 Doors                                     | N/A           | N/A                | —          | |
| BTOB                | 비투비 (Pithubi)                            | 7           | Eunkwang                  | férfi  | Cube Entertainment                            | Melody        | N/A                | —          | |
| EXO                 | 엑소 (Ekszo)                                | 9           | Suho (EXO K) Kris (EXO M) | férfi  | S.M. Entertainment                            | exotic        | N/A                | —          | Két alformációja van, az EXO-K Koreában, az EXO-M Kínában lép fel. 2014-ben Kris és Luhan, majd 2015-ben Tao is pert indított kiadójuk ellen. |
| Hello Venus         | 헬로비너스 (Hellobinoszu)                   | 6           | Ara                       | nő     | Pledis Entertainment & Fantagio Entertainment | Hello Cupid   | Lime               | —          | 2014-ben Yoo Ara-nak és Yoojoo-nak el kellett hagynia a csapatot. Helyükre Seoyoung és Yeoreum került.                                        |
| Gangkiz             | 갱키즈 (Kengkhidzsu)                        | 7           | Jihyun                    | nő     | Core Contents Media                           | N/A           | N/A                | 2014       | |
| She'z               | 쉬즈 (Szvidzsu)                             | 4           | Jinah                     | nő     | Line Entertainment                            | Holic         | N/A                | —          | |
| JJ Project          | 제이제이 프로젝트 (Cseidzsei phurodzsekthu) | 2           | JB                        | férfi  | JYP Entertainment                             | Joyful        | N/A                | 2014       | A Dream High 2 színészei. |
| Sunny Days          | 써니데이스 (Sszonideiszu)                   | 5           |                           | nő     |                                               | N/A           | N/A                | —          | Számos tagcsere történt. |
| VIXX                | 빅스 (Pikszu)                               | 5           | N                         | férfi  | Jellyfish Entertainment                       | ST★RLIGHT     | N/A                | —          | Az Mnet Mydol című műsor ból a nézők szavazatai alapján válogatták össze a tagokat.                                                           |
| A-JAX               | 에이젝스 (Eidzsekszu)                       | 7           | Hyeongkon                 | férfi  | DSP Media                                     | A-LIGHT       | kék                | —          | |
| CROSS GENE          | 크로스진 (Khuroszudzsin)                    | 6           | Takuya                    | férfi  | Amuse Korea Entertainment                     | N/A           | N/A                | —          | Kínai és japán tagokkal. 2013-ban J.G. kilépett, helyére Seyong került.                                                                       |
| Girlfriend (Bikiny) | 걸프렌드 (Kolphurendu)                      | 3           | Jaein                     | nő     | StarFactory Entertainment                     | N/A           | N/A                | —          | Korábban Bikiny volt a nevük. |
| Crayon Pop          | 크레용팝 (Khurejongphap)                    | 5           | —                         | nő     | Chrome Entertainment                          | N/A           | N/A                | —          | |
| FLASHE              | 플래쉬 (Phulleszvi)                         | 5           | —                         | nő     |                                               | N/A           | N/A                | —          | |
| Big Star            | 빅스타 (Pikszutha)                          | 5           | FeelDog                   | férfi  | Brave Entertainment                           | Only One      | N/A                | —          | |
| GLAM                | 글램 (Kullem)                               | 4           | Pak Csijon                | nő     | Big Hit Entertainment & Source Music          | N/A           | N/A                | 2014       | |
| C-Clown             | 씨클라운 (Sszikhullaun)                     | 6           | Rome                      | férfi  | Yedang Entertainment                          | Crown         | Pearl Forest Green | 2015       | |
| TAHITI              | 타히티 (Thahithi)                           | 5           | Csong Bin                 | nő     | DreamStar Entertainment                       | Black Pearl   | N/A                | —          | Számos tagváltás történt. |
| Jevice              | 주비스 (Csubiszu)                           | 2           | —                         | nő     | Dream Tea Entertainment                       | N/A           | N/A                | —          | |
| AOA (Ace of Angels) | 에이오에이 (Eioei)                          | 8           | Jimin                     | nő     | FNC Music                                     | Elvis         | N/A                | —          | |
| D-Unit              | 디유닛 (Tijunit)                            | 2           | Wooram                    | nő     | D-Business Entertainment                      | UNIQUE        | N/A                | 2013       | |
| La_TTE              | 라떼 (Latte)                                | 5           | —                         | nő     |                                               | N/A           | N/A                | —          | |
| Tasty (Tasty 2Wins) | 테이스티 (Theiszuthi)                       | 2           | —                         | férfi  | Woollim Entertainment                         | Twings        | N/A                | —          | Koreai-kínai ikrek. |
| EvoL                | 이블 (Ibul)                                 | 2           | Say                       | nő     | Stardom Entertainment                         | Voller        | N/A                | 2015       | |
| Skarf               | 스카프 (Szukhaphu)                          | 4           | Tasha                     | nő     | Alpha Entertainment                           | N/A           | N/A                | 2014       | |
| E-7                 | 이세븐 (Iszebun)                            | 6           | Iz                        | férfi  | Excellent Entertainment                       | N/A           | N/A                | —          | |
| Phantom             | 팬텀 (Phenthom)                             | 3           | Kiggen                    | férfi  | Brand New Music WA Entertainment              | Phantomism    | N/A                | —          | |
| Two X               | 투엑스 (Thuekszu)                           | 4           | Jiyoo                     | nő     | J.Tune Camp                                   | Doubling      | N/A                | 2015       | |
| Tiny-G              | 타이니지 (Thainidzsi)                       | 3           | J.Min                     | nő     | GNG Productions                               | N/A           | N/A                | —          | |
| K-BOYS              |                                             | 5           | —                         | férfi  | NSB Korean Entertainment                      | N/A           | N/A                | —          | |
| FIESTAR             | 피에스타 (Phieszutha)                       | 5           | Jei                       | nő     | LOEN Entertainment                            | Let★s         | N/A                | —          | 2014-ben Cheska kilépett. |
| Nep                 | 엔이피 (Eniphi)                             | 4           | —                         | nő     | Naeum Entertainment                           | N/A           | N/A                | —          | |
| Puretty             | 퓨리티 (Phjurithi)                          | 5           | Haein                     | nő     | DSP Media                                     | N/A           | N/A                | 2014       | |
| 24K                 |                                             | 7           | Cory                      | férfi  | Choeun Entertainment                          | 24U           | N/A                | —          | |
| LUNAFLY             | 루나플라이 (Lunaphullai)                    | 3           | Sam                       | férfi  | Nega Network                                  | Lukie         | N/A                | —          | |
| BOB4                |                                             | 4           |                           | férfi  |                                               | N/A           | N/A                | —          | |
| 100%                | 백퍼센트 (Pekphoszenthu)                    | 7           | Szo Minu                  | férfi  | T.O.P Media                                   | N/A           | N/A                | —          | |
| OFFROAD             | —                                           | 6           | G.I                       | férfi  | Inwoo Production                              | N/A           | N/A                | —          | |
| BBde Girl           | 비비드 걸 (Pibidu kol)                      | 6           | —                         | nő     | Big Star Entertainment                        | N/A           | N/A                | —          | |
| Goddess             | 가디스 (Kadiszu)                            | 4           | —                         | nő     | KW Entertainment                              | N/A           | N/A                | —          | |
| 84LY                | 에잇폴리 (Eitpholli)                        | 6           | —                         | nő     | Show M Entertainment                          | N/A           | N/A                | —          | |
| MR.MR               | 미스터미스터 (Miszuthomiszutho)             | 6           | Jin                       | férfi  | TH E&M Entertainment                          | MISO          | N/A                | —          | |
| A.cian              |                                             | 4           | —                         | férfi  |                                               | A.URA         | N/A                | —          | |
| 15&                 | 피프틴앤드 (Phiphuthinendu)                 | 2           | —                         | nő     | JYP Entertainment                             | N/A           | N/A                | —          | |
| TOXIC               | 톡식 (Thokszik)                             | 2           | —                         | férfi  | TnC Entertainment                             | N/A           | N/A                | —          | |
| The Cheers          | 치어스 (Cshioszu)                           | 2           | —                         | vegyes | NH Media                                      | N/A           | N/A                | —          | |
| ATTACK              |                                             | 5           | —                         | férfi  |                                               | N/A           | N/A                | —          | |
| Wonder Boyz         | 원더보이즈 (Vondoboidzsu)                   | 4           | Bak Chi Gi                | férfi  | ENT102                                        | N/A           | N/A                | —          | |
| P.O.P CON           |                                             | 5           | —                         | nő     | JS Entertainment                              | N/A           | N/A                | —          | |
| Black Queen         | 블랙퀸 (Pullekkhuin)                        | 5           | Jandi                     | nő     | Sunwoo Entertainment                          | N/A           | N/A                | —          | |
| EXCITE              |                                             | 5           | —                         | férfi  | Penta Entertainment                           | N/A           | N/A                | —          | |
| D.Q                 |                                             | 4           | —                         | nő     |                                               | N/A           | N/A                | —          | |
| TimeZ               |                                             | 6           | —                         | férfi  | CJ E&M                                        | N/A           | N/A                | —          | |
| E2RE                | 이투알이 (Ithuari)                          | 4           | —                         | nő     | CS Happy Entertainment                        | N/A           | N/A                | —          | |
| A-Prince (Taken)    | 에이프린스 (Eiphurinszu)                    | 5           | Sungwon                   | férfi  | New Planet Entertainment                      | N/A           | N/A                | —          | Korábbi nevük: TAKEN. |
| Mr. Slam            | 미스터슬램 (Miszutho szullem)               | 5           | N/A                       | férfi  | Kkun Entertainment                            | N/A           | N/A                | —          | |
| The SeeYa           | 더 씨야 (To sszija)                         | 4           | Minkyung                  | nő     | Core Contents Media                           | N/A           | N/A                | 2015       | A SeeYa 2. generációja. |
| Jackpot             |                                             | 7           | —                         | férfi  | TSF Entertainment                             | N/A           | N/A                | —          | |
| Alphabat            |                                             | 2           | Kyumin                    | férfi  | Yub Records                                   | N/A           | N/A                | —          | |
| Rainbow Pixie       | 레인보우 픽시 (Reinbou phikszi)             | 3           | SeungAh                   | nő     | DSP Media                                     | Rain-nous     | Rainbow            | —          | A Rainbow alformációja. |
| TaeTiSeo            | 소녀시대-태티서 (Szonjoszide-thethiszo)     | 3           | Taeyeon                   | nő     | S.M. Entertainment                            | S♥NE          | Pastel Rose Pink   | —          | A Girls’ Generation alformációja. |
| VIVID               | 비비드 (Pibidu)                             | 6           | Park Sunghee              | nő     | NTree Entertainment                           | N/A           | N/A                | —          | |
| LXIA                | 릭시아 (Likszia)                            | 4           |                           | nő     | Virus Musik Company 2J Entertainment          | N/A           | N/A                | —          | |
| Ruby                | 루비 (Lubi)                                 | 5           |                           | nő     | HY Entertainment                              | N/A           | N/A                | —          | |

## 2013
| Név                  | Név                                         | Tagok száma | Vezér        | Nem    | Ügynökség-kiadó                | Rajongói klub       | Rajongói klub    | Feloszlott | Megjegyzés                                                 |
| Hivatalos átírt      | Hangul (magyaros)                           | Tagok száma | Vezér        | Nem    | Ügynökség-kiadó                | Név                 | Szín             | Feloszlott | Megjegyzés                                                 |
| -------------------- | ------------------------------------------- | ----------- | ------------ | ------ | ------------------------------ | ------------------- | ---------------- | ---------- | ---------------------------------------------------------- |
| INFINITE H           | 인피니트 H (Inphinithu H)                   | 2           | Dongwoo      | férfi  | Woollim Entertainment          | INSPIRIT            | Pearl Metal Gold | —          | Az Infinite alformációja                                   |
| 2YOON                | 투윤 (Thujun)                               | 2           | Gayoon       | nő     | Cube Entertainment             | 4NIA                | Pearl Violet     | —          | A 4Minute alformációja.                                    |
| DASONI               | 다소니 (Taszoni)                            | 2           | Solji        | nő     | AB Entertainment               | L.E.G.O             | N/A              | —          | Az EXID alformációja.                                      |
| ZE:A5                | 제국의아이들 5 (Csegugi aidul 5)            | 5           | Kevin        | férfi  | Star Empire Entertainment      | ZE:A'S (ZE:A Style) | Jade Green       | —          | A ZE:A alformációja.                                       |
| Brit                 | 브릿 (Purit)                                | 4           | —            | férfi  | Nextar Entertainment           | N/A                 | N/A              | —          |                                                            |
| Airplane             | 에어플레인 (Eophullein)                     | 3           | mNine        | férfi  | Winning InSight Entertainment  | Airport             | N/A              | —          |                                                            |
| Ego Bomb             | 이고밤 (Igobamb)                            | 2           | Eul          | férfi  | Sniper Sound                   | N/A                 | N/A              | —          |                                                            |
| PASCOL               | 파스칼 (Paszukhal)                          | 3           | Moon Bin     | nő     | Tiptop Entertainment           | N/A                 | N/A              | —          |                                                            |
| Pixie                | 픽시 (Phikszi)                              | 2           |              | nő     |                                | N/A                 | N/A              | —          |                                                            |
| BPPOP                | 비피팝 (Piphiphap)                          | 5           | Pyunji       | nő     | BPSTORY Entertainment          | Sweet Pops          | N/A              | —          |                                                            |
| Never Mind           | 네버마인드 (Nebomaindu)                     | 4           | G-One        | férfi  | Toeast Music                   | N/A                 | N/A              | —          |                                                            |
| Iconize              | 아이콘아이즈 (Aikhonaidzsu)                 | 5           | Kim Hyun     | férfi  | Nekki Entertainment            | N/A                 | N/A              | —          |                                                            |
| One Piece            | 원피스 (Vonphiszu)                          | 4           |              | nő     | Happy Face Entertainment       | N/A                 | —                | —          |                                                            |
| Heart Rabbit Girls   | 하트래빗걸스 (Hathurebitkolszu)             | 5           | Kim Hidzsong | nő     | Yun Story Entertainment        | N/A                 | N/A              | —          |                                                            |
| Purplay              | 퍼플레이 (Phophullei)                       | 4           | Umi          | nő     | Purplei Entertainment          | N/A                 | N/A              | —          |                                                            |
| Lu:Kus (Look Us)     |                                             | 5           | Lee Donghyun | férfi  | Box Media                      | N/A                 | N/A              | —          |                                                            |
| Ladies' Code         | 레이디스 코드 (Leidiszu khodu)              | 3           | Ashley       | nő     | Polaris Entertainment          | N/A                 | N/A              | —          |                                                            |
| Rainy                | 레이니 (Leini)                              | 2           |              | nő     |                                | N/A                 | N/A              | —          |                                                            |
| Havyt                | 하비티 (Heibithi)                           | 3           | Kvak Thehun  | vegyes |                                | N/A                 | N/A              | —          |                                                            |
| M4M (Mistycal 4Mula) | 미스터리컬 포뮬러 (Miszuthorikhol phomjuro) | 4           | Jimmy        | férfi  | Xing Tian / Cube Entertainment | N/A                 | N/A              | —          |                                                            |
| Boys Republic        | 소년공화국                                  | 5           | Onejunn      | férfi  | Universal Music Korea          | N/A                 | N/A              | —          |                                                            |
| GI (Global Icon)     | 지아이                                      | 4           |              | nő     | Shimtong Entertainment         | N/A                 | N/A              | —          |                                                            |
| Delight              | 딜라잇 (Tillait)                            | 4           | Kelly        | nő     | BrosMedia Entertainment        | N/A                 | N/A              | —          |                                                            |
| Pure                 |                                             | 5           |              | férfi  | Pure Entertainment             |                     | —                | —          | —                                                          |
| Got2B                |                                             | 4           |              | férfi  | SW Entertainment               |                     | —                | —          | —                                                          |
| HISTORY              | 히스토리                                    | 5           | Kyungil      | férfi  | LOEN Entertainment             |                     | —                | —          |                                                            |
| LC9                  |                                             | 4           | Rasa         | férfi  | Nega Network                   | Love Beat           | —                | 2016       | —                                                          |
| BTS                  | 방탄소년단                                  | 7           | RM           | férfi  | Big Hit Entertainment          | A.R.M.Y.            | —                | —          | —                                                          |
| Odd Eye              |                                             | 3           |              | nő     | Fair Music                     |                     | —                | —          | —                                                          |
| 2EYES                | 투아이즈                                    | 5           |              | Female | Sidus HQ                       |                     | —                | —          |                                                            |
| Turan                |                                             | 7           |              | nő     | Star Pro Entertainment         |                     | —                | —          | —                                                          |
| BESTie               | 베스티                                      | 4           |              | nő     | YNB Entertainment              |                     | —                | —          | U.Ji, Hyeyeon, és Haeryung korábban az EXID tagjai voltak. |
| M.I.K                |                                             | 4           |              | férfi  | GA Entertainment               |                     | —                | —          | —                                                          |
| Lush                 |                                             | 3           |              | nő     | Oscar Entertainment            |                     | —                | —          | —                                                          |
| Say Yes              |                                             | 5           |              | férfi  | Music Factory                  |                     | —                | —          | —                                                          |
| Live High            |                                             | 4           |              | nő     | Crayon Star Entertainment      |                     | —                | —          | —                                                          |
| M.Pire               | 엠파이어                                    | 7           |              | férfi  | CMG Stars                      |                     | —                | —          |                                                            |
| Wa$$up               | 와썹                                        | 7           |              | nő     | Mafia Records                  |                     | —                | -          | —                                                          |
| Yellow               |                                             | 4           |              | nő     | Big Brain Entertainment        |                     | —                | —          | —                                                          |
| Honey G              | 허니지                                      | 3           |              | férfi  | Chung Chun Music               |                     | —                | —          | —                                                          |
| B.O.I                | 비오아이                                    | 5           |              | férfi  | M.fel Entertainment            |                     | —                | —          | —                                                          |
| Royal Pirates        | 로열 파이럿츠                               | 3           |              | férfi  | Apple of the Eye Company       |                     | —                | —          | —                                                          |
| N.O.M                |                                             | 5           |              | Male   | JM Star Entertainment          |                     | —                | —          | —                                                          |
| Joy o'clock          |                                             | 2           |              | férfi  | Oscar Entertainment            |                     | —                | —          | —                                                          |
| DEMION               |                                             | 5           |              | férfi  | Lions Bridge                   |                     | —                |            |                                                            |
| TREN-D               | 트랜디                                      | 4           |              | nő     | Baeksang Entertainment         |                     | —                | —          | —                                                          |
| Veloce               |                                             | 3           |              | nő     | Krazy Sound                    |                     | —                | —          | —                                                          |
| Timber               |                                             | 3           |              | férfi  | A&G                            |                     | —                | —          | —                                                          |
| AGirls               |                                             | 4           |              | nő     | Star Bay                       |                     | —                | —          | —                                                          |
| Topp Dogg            | 탑독                                        | 13          |              | férfi  | Stardom Entertainment          |                     | —                | —          |                                                            |
| Duo Flo              |                                             | 2           |              | nő     | Dayoung Entertainment          |                     | —                | —          |                                                            |
| Tint                 | 틴트                                        | 5           |              | nő     | GH Entertainment               |                     | —                | —          | —                                                          |
| AlphaBAT             | 알파벳                                      | 9           |              | férfi  | Simtong Entertainment          |                     | —                | —          |                                                            |
| Peach Girl           |                                             | 5           |              | Female | JM Star Entertainment          |                     | —                | —          | —                                                          |
| Pungdeng-E           |                                             | 3           |              | Female | Doma Entertainment             |                     | —                | —          | —                                                          |

## 2014
| Név                    | Név                                   | Nem    | Ügynökség-kiadó                         | Tagok száma | Feloszlott | Megjegyzés |
| Hivatalos átírt        | Hangul (magyaros)                     | Nem    | Ügynökség-kiadó                         | Tagok száma | Feloszlott | Megjegyzés |
| ---------------------- | ------------------------------------- | ------ | --------------------------------------- | ----------- | ---------- | ---------- |
| BEAT WIN               | 비트윈 (Pithuvin)                     | férfi  | Heavenly Star Content                   | 6           | -          |            |
| K-MUCH                 | 가물치 (Kamulcshi)                    | férfi  | Chrome Entertainment                    | 5           | -          |            |
| GOT7                   | 갓세븐 (Katszebun)                    | férfi  | JYP Entertainment                       | 7           | -          |            |
| Kiss&Cry               | 키스&크라이 (Khiszu&Khurai)           | nő     | Winning Insight M                       | 4           | 2014       |            |
| Lip Service            | 립서비스 (Lipszobiszu)                | nő     | Now Entertainment                       | 3           | -          |            |
| Bebop                  | 비밥 (Pibap)                          | nő     | HMI Entertainment                       | 3           | -          |            |
| M.O.A                  | 모아 (Moa)                            | nő     | Professional Entertainment              | 7-5-7-4-3   | 2014       |            |
| Melody Day             | 멜로디데이 (Mellodidei)               | nő     | Viewga Entertainment                    | 3           | -          |            |
| 1PS                    | 원피스 (Vonphiszu)                    | nő     | Maroo Entertainment                     | 4           | -          | -          |
| Scarlet                | 스칼렛 (Szukhallet)                   | nő     | Funny Collection Entertainment          | 4           | -          |            |
| Smile.g                | 스마일지 (Szumaildzsi)                | nő     | Show Works Entertainment                | 5           | -          | -          |
| Wings                  | 윙스 (Vingszu)                        | nő     | Sony Music Korea / Dal & Byul Music     | 2           | -          |            |
| Impact                 | 임팩트 (Imphekthu)                    | férfi  | Star Empire Entertainment               | 4           | -          | -          |
| TROY                   | 트로이 (Thuroi)                       | férfi  | Brand New Music                         | 4           | -          |            |
| JACE                   | 제이스 (Cseiszu)                      | férfi  | Right Achievement Group                 | 4           | -          | -          |
| Billion                | 빌리언 (Pillion)                      | nő     | Move Entertainment                      | 6           | -          | -          |
| JJCC (Double JC)       | 더블제이씨 (Tobuldzseissi)            | férfi  | The Jackie Chan Group Korea             | 5           | -          |            |
| Alice White            | 엘리스화이트 (Eliszuhvaithu)          | nő     | SMAF                                    | 4           | -          | -          |
| AKMU (Akdong Musician) | 악동뮤지션 (Aktong Mjudzsisjon)       | vegyes | YG Entertainment                        | 2           | -          |            |
| HIGH4                  | 하이포 (Haipho)                       | férfi  | N.A.P Entertainment                     | 4           | -          | -          |
| BTL (Beyond The Limit) | 비티엘 (Pithiel)                      | férfi  | Kiroy Company                           | 9           | -          |            |
| Rabbit Hole            | 토끼굴 (Thokkigul)                    | vegyes | Peacock Cafe                            | 2           | N/A        |            |
| Bay.B                  | 베이비 (Peibi)                        | nő     | Can Entertainment                       | 3           | N/A        | -          |
| Berry Good             | 베리굿 (Perigut)                      | nő     | ASIA BRIDGE ENTERTAINMENT               | 5           | -          |            |
| Rosemary               | 로즈마리 (Rodzsumari)                 | nő     | N/A                                     | 5           | N/A        |            |
| Bob Girls              | 단발머리 (Tanbalmori)                 | nő     | Chrome Entertainment                    | 4           | N/A        |            |
| Mamamoo                | 마마무 (Mamamu)                       | nő     | WA Entertainment                        | 4           | N/A        | -          |
| BiGFLO                 | 빅플로 (Pikphullo)                    | férfi  | HO company                              | 5           | N/A        |            |
| HALO                   | 헤일로 (Heillo)                       | férfi  | AYIN Holdings                           | 6           | N/A        |            |
| LU:KUS                 | 루커스 (Lukhoszu)                     | férfi  | Pan Entertainment                       | 5           | N/A        |            |
| B.I.G (Boys in Groove) | 비아이지 (Piaidzsi)                   | férfi  | GH Entertainment                        | 5           | N/A        | -          |
| LODIA                  | 로디아 (Lodia)                        | nő     | ATC Records                             | 2           | N/A        |            |
| LEGEND                 | 전설 (Csonszol)                       | férfi  | JK Space                                | 5           | N/A        |            |
| Play the Siren         | 플레이 더 사이렌 (Phullei to szairen) | vegyes | BALJUNSO                                | 5           | N/A        |            |
| A.Kor                  | 에이코어 (Eikho)                      | nő     | Doo Republic                            | 5           | N/A        |            |
| Ye-A                   | 예아 (Jea)                            | nő     | Kiroy Company                           | 8           | -          |            |
| Taurine                | 타우린 (Thaurin)                      | nő     | KT Music                                | 3           | N/A        |            |
| ZEST                   | 풍미 (Phungmi)                        | férfi  | Zenith Media                            | 6           | N/A        | -          |
| Red Velvet             | 레드벨벳 (Redu pelbet)                | nő     | SM Entertainment                        | 4           | N/A        |            |
| Four Ladies            | 포엘 (Phoel)                          | nő     | Jade Contents Media                     | 4           | N/A        |            |
| WINNER                 | 위너 (Vino)                           | férfi  | YG Entertainment                        | 5           | N/A        |            |
| 4TEN                   | 포텐 (Phothen)                        | nő     | Jungle Entertainment                    | 4           | N/A        | -          |
| LABOUM                 | 라붐 (Labum)                          | nő     | NH Media és Nega Network                | 6           | N/A        |            |
| MINX                   | 밍스 (Mingszu)                        | nő     | Happy Face Entertainment                | 5           | N/A        | -          |
| Switch                 | 스위치 (Szuvicshi)                    | nő     | Switch Company                          | 4           | N/A        |            |
| ZPZG                   | 지피지기 (Csiphidzsigi)               | férfi  | J-Star Entertainment                    | 4           | N/A        |            |
| MAD TOWN               | 매드타운 (Meduthaun)                  | férfi  | J.Tune Camp                             | 7           | N/A        |            |
| Uniq                   | 유니크 (Junikhu)                      | férfi  | YG Entertainment & Yuehua Entertainment | 5           | N/A        |            |
| N.Flying               | 엔플라잉 (Enphullaing)                | férfi  | FNC Entertainment                       | 4           | N/A        |            |
| HOTSHOT                | 핫샷 (Hatsjat)                        | férfi  | K.O Sound & Oscar Entertainment         | 7           | N/A        |            |
| Sonamoo                | 소나무 (Szonamu)                      | nő     | TS Entertainment                        | 7           | N/A        |            |
| 6ACES                  | 여섯 에이스 (Joszot eiszu)            | férfi  | Big Hit Entertainment                   | 6           | N/A        |            |
| Radiance               |                                       | nő     | Woollim Label                           | 8           | N/A        |            |

## 2015
- 1Punch
- April
- Bastarz
- Big Brain
- CLC
- Day6
- DIA
- GFriend
- iKon
- MAP6
- MAS
- Monsta X
- MyB
- N.Flying
- Oh My Girl
- Playback
- Pretty Brown
- Romeo
- Rubber Soul
- Seventeen
- Snuper
- Twice
- Unicorn
- UP10TION
- VAV
- VIXX LR
- WANNA.B

## 2016
- AOA Cream
- Astro
- Blackpink
- Bolbbalgan4
- Boys24
- CocoSori
- Cosmic Girls
- Double S 301
- Exo-CBX
- Gugudan
- I.B.I
- I.O.I
- Imfact
- KNK
- MASC
- MOBB
- Momoland
- NCT
- Nine Muses A
- Pentagon
- SF9
- The East Light
- Unnies
- Victon
- Vromance

## 2017
- 14U
- A.C.E
- Be.A
- Busters
- Dreamcatcher
- Duetto
- Elris
- Favorite
- Golden Child
- Good Day
- Hash Tag
- Honeyst
- Highlight
- Hyeongseop X Euiwoong
- IN2IT
- IZ
- JBJ
- Kard
- Longguo & Shihyun
- Mind U
- MVP
- MXM
- Myteen
- NU'EST W
- ONF
- P.O.P
- Pristin
- Rainz
- S.I.S
- Seven O'Clock
- The Boyz
- The Rose
- TST
- TRCNG
- Triple H
- Varsity
- Wanna One
- Weki Meki

## 2018
- Ateez
- D-Crunch
- Dream Note
- Fromis 9
- (G)I-dle
- Gugudan SeMiNa
- GWSN
- Honey Popcorn
- Iz One
- JBJ95
- Loona
- Maywish
- Nature
- NeonPunch
- Noir
- NTB
- Oh!GG
- Pristin V
- Saturday
- Spectrum
- Stray Kids
- Target
- UNB
- Uni.T
- We Girls
- WJMKSablon:Div col end

## 2019
- 1Team
- 1the9
- AB6IX
- Bvndit
- Cherry Bullet
- CIX
- D1CE
- Everglow
- Exo-SC
- Fanatics
- Itzy
- Jus2
- Newkidd
- Oneus
- Onewe
- OnlyOneOf
- Rocket Punch
- SuperM
- Teen Teen
- TXT
- Vanner
- Verivery
- We in the Zone
- X1